# Lijst van ereburgers van Düsseldorf
Dit is een lijst van ereburgers van Düsseldorf, een stad in Duitsland. 

## Ereburgers
- 1856: Prins Frederik van Pruisen, Divisionskommandeur en mecenas, eerste Düsseldorfer ereburger
- 1856: Karel Anton van Hohenzollern-Sigmaringen, Divisionscommandant en later Pruisische minister-president
- 1862: Peter von Cornelius, directeur van de Kunstacademie
- 1866: Leo von Massenbach, regeringspresident
- 1871: Leonhard von Blumenthal, luitenant-generaal
- 1885: Andreas Achenbach, landschapsschilder
- 1895: Otto von Bismarck, rijkskanselier
- 1897: Oswald Achenbach, landschapsschilder
- 1898: Albert Mooren, arts en directeur van de oogkliniek
- 1902: Heinrich Lueg, ondernemer
- 1907: Georg von Rheinbaben, staatsminister en minister van Financiën
- 1910: Wilhelm Marx, burgemeester
- 1917: Paul von Hindenburg, veldmaarschalk
- 1917: Erich Ludendorff, commandant
- 1918: Eduard von Gebhardt, historieschilder
- 1921: Fritz Roeber, directeur van de Kunstacademie
- 1926: Georg Oeder, landschapsschilder
- 1928: Fritz Henkel, ondernemer
- 1946: Herbert Eulenberg, dichter
- 1946: Johanna Ey, kunsthandelaar en mecenas
- 1951: Hugo Henkel, ondernemer
- 1952: Gustav Lindemann, Generalintendant
- 1960: Theodor Heuss, bondspresident
- 1976: Konrad Henkel, chemicus
- 1979: Walter Scheel, bondspresident
- 1982: Georg Schulhoff, president van de Handwerkskammer Düsseldorf
- 1985: Helmut Hentrich, architect
- 1985: Aloys Odenthal, architect
- 2003: Udo van Meeteren, koopman en mecenas

## Opmerkingen
- In 1933 zijn Adolf Hitler en Hermann Göring tot ereburgers benoemd, hoewel Hitler de onderscheiding niet persoonlijk aannam. 1938 is ook Alfred Rosenberg tot ereburger benoemd.
- In 1946 heeft de raad van de stad Düsseldorf Göring en Rosenberg het ereburgerschap weer ontnomen. Pas in 2004 werd ook het ereburgerschap van Adolf Hitler ingetrokken.